# Geschichte der westlichen Astrologie

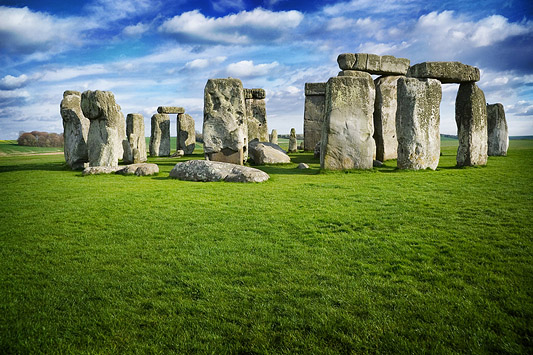
Die Stonehenge-Anlage aus dem 3. Jahrtausend v. Chr. diente womöglich auch astronomischen Beobachtungen

Die Geschichte der westlichen Astrologie lässt sich in ihren Ursprüngen bis in die vorchristliche Zeit in Babylonien bzw. Mesopotamien und Ägypten zurückverfolgen. Ihre in Grundzügen noch heute erkennbaren Deutungs- und Berechnungsgrundlagen erfuhr die Astrologie im hellenistisch geprägten griechisch-ägyptischen Alexandria. Aus ihr ging die Astronomie als deutungsfreie Beobachtung und mathematische Erfassung des Sternenhimmels hervor, und sie blieb lange Zeit als Hilfswissenschaft mit ihr verbunden.
In Europa hatte die Astrologie eine wechselvolle Geschichte. Nach der Erhebung des Christentums zur Staatsreligion im Römischen Reich wurde sie teils bekämpft, teils ans Christentum angepasst und zeitweilig auch ins Abseits gedrängt. Im Laufe des Frühmittelalters lebte die Astrologie, vor allem die gelehrte Astronomie-Astrologie, im Byzantinischen Reich etwa ab dem späten 8. Jh. erneut auf, wie etwas später auch im muslimischen Al-Andalus auf der Iberischen Halbinsel. Vom späteren Hochmittelalter an und vor allem in der Renaissance bis ins 17. Jh. galt sie in Europa, immer verbunden mit der Astronomie im Quadrivium der vorbereitend an den Universitäten gelehrten Sieben Freie Künste, vielfach als eine Wissenschaft, wenn auch als durchaus umstrittene. Im Zuge der Aufklärung verlor sie jedoch in gebildeten Kreisen ihre Plausibilität. Erst um 1900 entstand wieder ein ernsthaftes Interesse an der Astrologie, häufig auch im Fahrwasser neuer esoterischer Strömungen wie der Theosophie oder der Okkultismus-Mode ab dem späteren 19. Jh., als typischer wie erfolgreicher Vertreter dieser Phase kann im deutschsprachigen Raum Karl Brandler-Pracht gelten. Seit den späten 1960er Jahren, ausgehend von der New-Age-Bewegung, hat sie in der westlichen Hemisphäre meist in Form der Geburtshoroskopie und Sonnenstands-Astrologie ein hohes Maß an Popularität erlangt.

## Vorgeschichte
Sinnvollerweise unterscheidet man zwischen der 'klassischen' Astrologie, die hauptsächlich im Hellenismus bzw. Ptolemäerreich ab dem 3. Jh. v. Chr. entstand, ggf. samt Keilschrift-'Horoskopen', Tierkreis und Planetenberechnungs-Fähigkeit im Achämeniden- und Seleukidenreich (5/4. bis 1. Jh. v. Chr.), und den 'Vorläufern' der Astrologie. Vorformen im weitesten Sinne sind z. B. Astralkulte für Sonne, Mond, Venus und weitere Himmelskörper samt ihren Kult-Anlagen und -Gegenständen, Astralmythologien, Kult-Kalender, astrale Divinationen etc. Sie waren vor- und frühgeschichtlich wie antik weit verbreitet. Zum Beispiel wurde in Europa während der letzten Jahrzehnte durch archäologische Funde deutlich, dass es seit der Jungsteinzeit eine Art Sonnenkult gegeben hat. Steinkreise wie etwa Stonehenge dienten nach einer von mehreren Theorien u. a. der Beobachtung der Sternbilder und der Sonnenbahn mit ihrer Sonnenwende und Tag-Nacht-Gleiche. Erinnert sei weiterhin z. B. an die Himmelsscheibe von Nebra, die auf etwa 3000 v. Chr. datiert, die Goldhüte oder an den Sonnenwagen von Trundholm und die Kreisgrabenanlage von Goseck. Die teils nur vermuteten astronomischen Kenntnisse und Traditionen scheinen in Europa allerdings nicht über das erste vorchristliche Jahrtausend hinaus nachweisbar zu sein.

## Antike

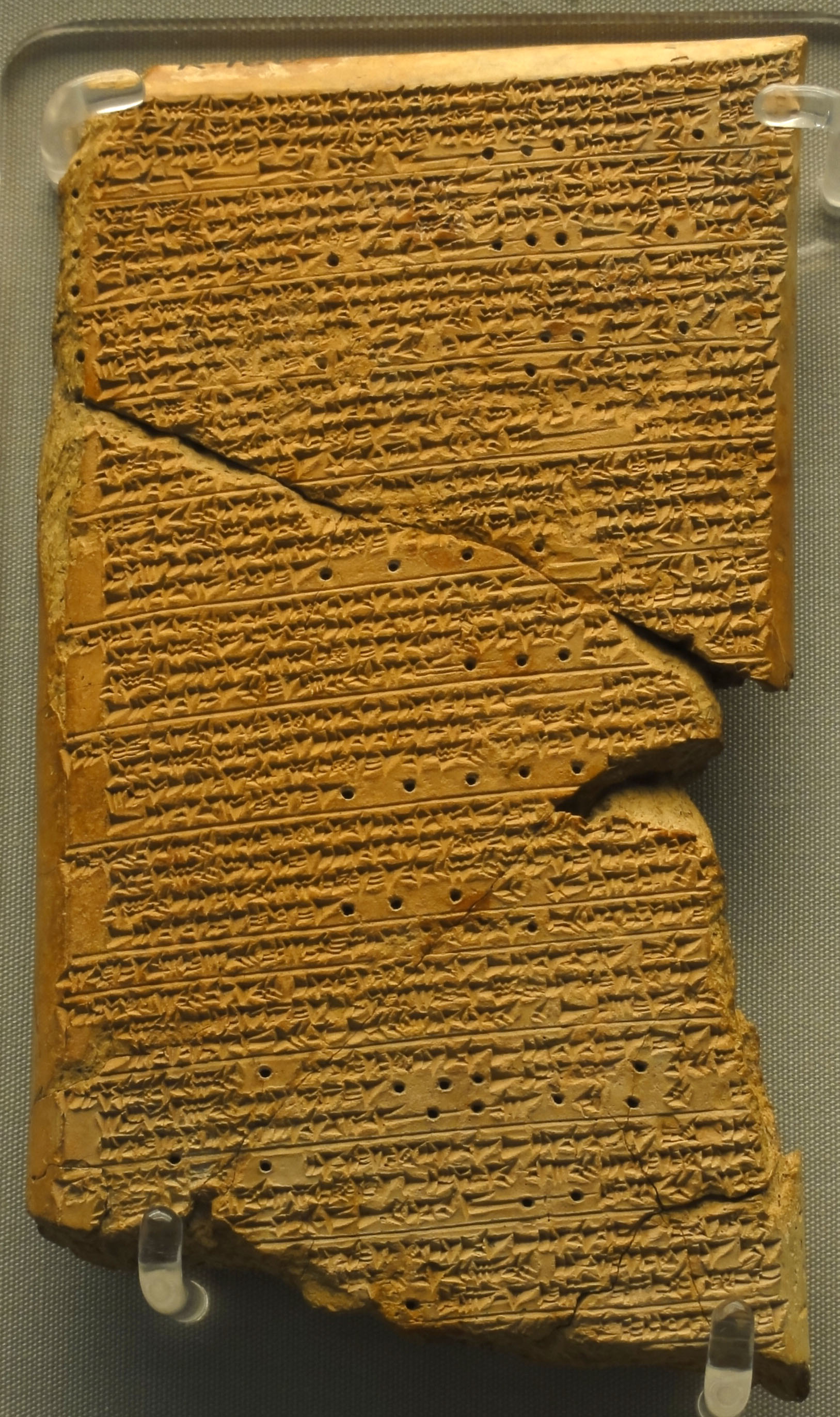
Eine Tontafel aus der Bibliothek Assurbanipals mit astrologischen Vorhersagen

### Mesopotamien
Für die Region von Mesopotamien bzw. besonders Babylonien können drei Phasen der astronomisch-astrologischen Entwicklung unterschieden werden:
- die Omen-'Astrologie'  mit einer Blütezeit etwa zwischen dem 14. und dem 7. Jh. v. Chr.
- die Anfänge einer Astrologie-Vorform mit dem noch unvollständigen Tierkreis etwa im 6. Jh. v. Chr.
- die erste Entwicklung eines astrologischen Systems ab dem 5. Jh. v. Chr. mit den zwölf Tierkreiszeichen, berechneten Planetenpositionen und omenartiger Deutung individueller Geburtskonstellationen.[5]

Früheste, wenn auch wenige Hinweise auf astrologische Divination im Sinne von astronomischen Himmelsbeobachtungen im Gebiet Mesopotamiens und daraus abgeleiteten Vorhersagen bzw. Omen-Texte sind zunächst am Anfang des 2. Jahrtausend v. Chr. bei den Sumerern zu finden, im Zusammenhang mit der bei ihnen gebräuchlichen Eingeweideschau. Bei den frühen Wahrsagetechniken findet man Vorstellungen von wohlwollenden Göttern, die den Menschen verschlüsselte Zeichen zur Warnung und Orientierung geben, wie auch Vorstellungen, dass der Kosmos auf menschliche Taten und Absichten durch Zeichen reagiert. Andererseits wuchs mit zunehmender Kenntnis gerade der Himmelsbewegungen der Glauben, die Schöpfung sei von einem Netz unveränderlicher kosmischer Gesetze geformt, die auch das menschliche Leben vorher bestimmen würden. Die Himmelserscheinungen selbst, die sowieso zur Kalenderbestimmung aufmerksam verfolgt wurden, deutete man als günstig oder ungünstig z. B. für ein Land oder für einen Herrscher, ein typischer Gesichtspunkt der Mundanastrologie. Eine Vielzahl derartiger Vorhersagen fand sich in der Bibliothek Assurbanipals in den Ruinen von Ninive aus der zweiten Hälfte des 7. Jh. v. Chr. In diesem Zusammenhang wurde jedem Tag, jedem Monat oder auch einzelnen Regionen des mesopotamischen Reiches eine astrale Gottheit zugeordnet. Als höchste planetare Gottheit wurde damals der Mond betrachtet. In der Bibliothek von Ninive wurden auch Kopien jener bekannten Tontafelserie Enuma Anu Enlil gefunden, die vermutlich Ende des 2. Jt. v. Chr. entstanden war und auf mehr als 70 großen Tafeln die Himmelszeichen und ihre Deutung bzw. vielmehr dazugehörige Omen-Texte darstellte.
Der vollständige Tierkreis mit seinen – noch unterschiedlich langen – zwölf Sternbildern auf der Ekliptik wurde schließlich im 5. Jh. v. Chr. während des Achämenidenreichs im Gebiet Mesopotamiens entwickelt bzw. erstmals überliefert. Im 4. Jh. v. Chr. entwickelte sich, wohl schon in der seleukidischen Herrschaft nach der hellenistischen Eroberung des Gebietes, die exakte Aufteilung des Tierkreises in zwölf „Zeichen“ zu 30° sowie die antik erstmals nachweisbaren mathematische Astronomie, welche ermöglichte, die Planetenpositionen vorauszuberechnen auf Basis des Koordinatensystems der 30°-Abschnitte der einzelnen Tierkreiszeichen. Der siderische Tierkreis selbst mit seinen zwölf gleichen 30°-Abschnitten und dem Beginn mit dem Tierkreiszeichen Widder könnte dadurch entstanden sein, dass er an den schematischen 'Ideal-Kalender' mit zwölf Monaten zu 30 Tagen, mit dem das babylonische Jahr nahe dem Frühjahrs-Äquinoktium vielleicht ab dem 7. Jh. v. Chr. begann, und an den parallelen Sternbildern angelehnt wurde.
Beide Entwicklungen ermöglichten dort eine weitere, für die Astrologie und Geburtshoroskopie wichtige Neuerung: die Erstellung von sogenannten Keilschrift-'Horoskopen', zudem nun auch für gewöhnliche Menschen. Damit sind Keilschrift-Täfelchen gemeint, welche die Planetenstellungen im Tierkreis bei einer Geburt aufführen, gelegentlich mit kurzen Sprüchen zu den einzelnen Planeten bzw. den Planetenkonstellationen, den Omina. Wenige Male werden auch gradgenaue Stellungen der Planeten in den Tierkreiszeichen angegeben. Horoskope im heutigen Sinne gaben die Täfelchen u. a. deswegen nicht her, weil auf ihnen weder der Aszendent und entsprechend auch nicht die Horoskophäuser genannt werden.

### Östlicher Mittelmeerraum

#### Ägypten
Im Alten Ägypten wurden die Einflüsse der Gestirne wie überall zunächst nicht auf einzelne Personen bezogen. Dort entstand gegen Ende des 3. Jt. v. Chr. als Vorform der Astrologie mit den Dekan-Sternen bzw. den 36 Dekan-Göttern und ihren Bewegungen wie Auf- und Untergängen am Horizont eine umfangreiche Bewertung günstiger und ungünstiger Tage. Die Dekane wurden zudem zur nächtlichen Zeitmessung herangezogen und beeinflussten den Zeitpunkt von Kulthandlungen und die Wahl von Bauplätzen für Tempel. Später wurden davon z. B. Witterungsprognosen und Geburts-Prophezeiungen abgeleitet. Ein Dekan erstreckte sich über einen Bogen von 10°, so dass mit den 36 Dekanen der gesamte Himmel unterteilt gewesen war. Die 36 Dekane wurden wohl während 3. Jh. v. Chr. im ptolemäischen Ägypten mit dem ebenfalls 360° umfassenden, babylonischen Tierkreis kombiniert. Daraus entstand vermutlich zunächst die Lehre vom bei Geburt am Ost-Horizont aufsteigenden 'Tierkreis-Dekan', bald darauf vom aufsteigenden Tierkreis-Grad, dem Horoskop-Aszendenten.

#### Judentum
Das alte Israel stand zwar unter dem Einfluss der babylonischen Sterndeutung, von der Möglichkeit, damit die Zukunft vorherzusagen, ist im Tanach aber keine Rede. Obwohl Sonnen- und Mondfinsternisse im Zusammenhang mit Katastrophen dort eine Rolle spielen, werden sie als deren Teile, nicht ihre Vorboten dargestellt. Seit dem 7. Jh. v. Chr. finden sich laut dem Theologen Klaus Koch etwa bei den Propheten Amos und Jeremia Polemiken gegen einen Astralkult, und auch die Religionsreformen des Joschija lassen darauf schließen, dass es astrologische Praktiken in Israel gab. In der Exilszeit werden bei Deuterojesaja astrologische Praktiken scharf verurteilt. Nach Kocku von Stuckrad richteten sich diese biblischen Polemiken aber nicht gegen die Sterndeutung, sondern gegen eine kultische Verehrung der Gestirne.
Insgesamt lässt sich im antiken Judentum ein breites Spektrum von Haltungen zur Astrologie nachweisen, von theologisch begründeter Verdammung bis hin zu begeisterter Zustimmung. Während der Seleukidenzeit finden sich astrologische Zeichen sogar im Jerusalemer Tempel, gleichzeitig wird in den Henochbüchern gegen die Astrologie polemisiert. Die Tierkreiszeichen der Ekliptik werden hier durch zwölf „Himmelstore“ ersetzt, die keine prognostische oder sympathetische Bedeutung für die Menschenwelt haben. Der Sinn dieses Kreises wird allein kalendarisch darin gesehen, den Juden die Einhaltung religiös gebotener Tage zu ermöglichen. Spürbar ist der Einfluss der Astrologie wiederum in den Prophezeiungen von Dan 8 , die auf astrologischer Geographie beruhen. In den Höhlen von Qumran wurden auch Horoskope gefunden, spätantike Synagogen waren mit astrologischen Bildern geschmückt. Im babylonischen Talmud ist sowohl die Position einer astrologischen Vorherbestimmung belegt als auch die These, durch Befolgen der Gesetze der Tora seien die Juden davon befreit, was mit Dtn 4,19  begründet wird.

#### Griechische Kultur
Die dem Hellenismus und dem Römischen Reich vorlaufende griechische Kultur übernahm ca. ab dem 6. Jh. v. Chr. Elemente der babylonischen Astronomie, u. a. Sternbilder und Finsternis-Berechnungen. Die babylonische Omen-Astrologie und ihre Elemente waren nicht mit übernommen worden. Nach den Eroberungszügen Alexanders des Großen im 4. Jh. v. Chr. breiteten sich viele östliche Mysterienreligionen in der hellenistischen Welt aus. Mit diesen waren oft astrologische Lehren verbunden, die zunächst allerdings nur in kleinen Kreisen gepflegt wurden, sowie teilweise auch Kulte der Sternverehrung. Das Aufkommen individualistischer Tendenzen eröffnete die Perspektive möglicher Einflüsse von Gestirnen auf das individuelle Schicksal.
Der babylonische Priester Berossos brachte im 3. Jh. v. Chr. unter Einfluss des Hellenismus, das Gebiet Babylons war seinerzeit Teil der hellenistischen Reiche, eine nur in Fragmenten indirekt überlieferte Geschichte Babylons heraus, zu welcher teils Fragmente mit einigen wenigen astrologischen bzw. kosmologischen Elementen gezählt werden. Um 300 v. Chr. soll sich Berossos sich auf der Insel Kos niedergelassen und dort die erste Astrologieschule der hellenistischen Welt gegründet haben, was jedoch aufgrund der problematischen Quellenlage als nicht gesichert gilt. Er lehrte, wenn überhaupt, allerdings noch nicht die Geburtshoroskopie, wie sie ab dem 2. Jh. v. Chr. im hellenistischen Ägypten bzw. im ägyptischen Ptolemäerreich, besonders in Alexandria, entwickelt wurde. In der Berossos-Forschung wird entsprechend angemerkt, dass keiner der nach Berossos lebenden Astronomen wie Astrologen, so beispielsweise Hipparchos oder Ptolemäus, diesen zitiert oder referiert hat.
Die Astrologie hatte im Hellenismus teils die Würde eines Glaubens und galt zugleich teils als wissenschaftlich begründet. In den beiden Jahrhunderten vor und nach der Zeitwende bildete sich vor allem in Ägypten bzw. Alexandria jenes System der klassischen Astrologie heraus, deren Bestandteile vielfach bis heute verwendet werden. Im Unterschied zu ihren babylonischen Vorläufern berücksichtigte sie viele weitere astronomische und astrologische Elemente, und die astrologische Vorhersage bezog sich noch stärker auf Einzelpersonen und weniger auf Völker und deren Herrscher.
Elemente der klassischen Astrologie jener Zeit:
- babylonischer bzw. achämenidischer und seleukidischer Herkunft: die zwölf Tierkreiszeichen, genaue Zeichenposition der Planeten mit Sonne und Mond, Planeten-Erhöhungen in bestimmen Zeichen, Dodekatemorien (Unterteilung der Zeichen in Abschnitte von 2,5°), Zeichen-Triplizitäten;
- ägyptischer Herkunft: Konzept der 36 Dekane, mit dem aufsteigenden Dekan am Ost-Horizont, aus dem sich die Idee des Aszendenten entwickelte; wahrscheinlich entstammt auch die vertikale Horoskop-Achse zwischen Medium coeli, die Himmelsmitte bzw. als 'MC' abgekürzt, und Imum coeli, die Himmelstiefe oder als 'IC' abgekürzt, ursprünglich ägyptischer Astronomiekonzepte von den Himmelssegmenten mit besonderen Bedeutungen; die bis heute überlieferten astrologischen Deutungen der Horoskop-Achsen und –'Orte' (=Horoskop-Häuser) ist jedoch für die vorhellenistische Zeit Ägyptens nicht nachweisbar;[28][29]
- griechischer Herkunft: die vier Elemente, „männliche“ und „weibliche“ Zeichen, Zeichen-Herrschersystem (z. B. der Mond 'herrscht' über das Zeichen Krebs), Planetenstunden;
- hellenistischer bzw. alexandrinischer Herkunft: die zwölf Horoskophäuser, die Idee 'nächtlicher' und 'täglicher' Planeten-Positionen im Horoskop, Planeten-Wirkungen in den einzelnen Zeichen und Horoskophäusern, Planeten-Aspekte, die 'pars fortuna' oder der 'Glückspunkt', Unterteilungen innerhalb der Zeichen nach so genannten 'Grenzen' und 'Gesichtern', das jährliche Solar-Horoskop, das so genannte Dekumbitur-Horoskop (Horoskop-Technik für Krankheitsprognosen), eine stundenastrologische Methode mit dem Begriff 'Katarchen-Horoskope' (Wahl eines astrologisch günstigen Zeitpunktes), ebenso die Horoskop-Techniken der so genannten 'Profektionen' und 'Lunationen'.

#### Rom
Im Römischen Reich erlangte die Astrologie ab dem ersten nachchristlichen Jahrhundert eine große Popularität in allen Bevölkerungsschichten. Auch etliche Herrscher der frühen römischen Kaiserzeit wie Tiberius und Augustus gehörten zu ihren Anhängern, ebenso Domitian oder Trajan. Der Einfluss der Astrologie bzw. von Astrologen am Kaiserhof hatte im Laufe des 2. Jh. allerdings wieder nachgelassen. Die bewusste oder manipulative Nutzung der Astrologie zu politischen oder herrschaftslegitimatorischen Zwecken in der Sphäre der Mächtigen war die unvermeidliche Schattenseite dieser Entwicklung, bei der auch 'gestellte' bzw. erfundene und passend korrigierte Geburtshoroskope wie auch bewusst falsche Prognosen im Guten wie Schlechten eingesetzt wurden, was wohl der Grund war, warum damals immer wieder die Vertreibung der Astrologen aus Rom und Italien angeordnet wurde. Dazu gehörte typischerweise z. B. die Konstruktion oder 'Findung' von 'Kaiser-Würden' versprechenden bzw. abbildenden Planeten- und Horoskop-Konstellationen zur Geburt, wie sie sehr wahrscheinlich im antik veröffentlichten, beim Geburtshoroskop des römischen Kaisers Hadrian wohl korrigierten Aszendenten überliefert ist. Es gab zugleich auch kritische Stimmen, darunter der Satiriker Lukian von Samosata. Die Vorstellung, dass die Bewegungen der Planeten das Schicksal der Menschen vollkommen bestimmten, galt zu dieser Zeit weithin als plausibel. Mit dem syrischen Baal-Kult und dem Mithras-Kult verbreitete sich zudem die Gestirnsverehrung und verband sich mit der Astrologie. Eine philosophische Rechtfertigung erfuhr die Astrologie vor allem aufgrund der Stoa.

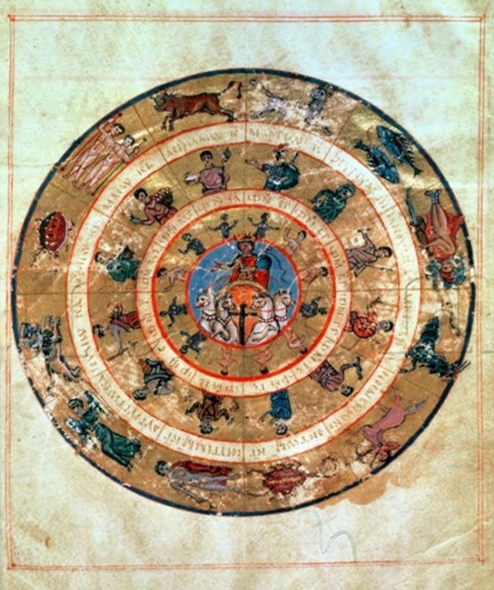
Darstellung des Tierkreises in einer byzantinischen Ausgabe des Tetrabiblos aus dem 9. Jh.

Aus dem 2. Jh. sind zwei umfangreiche Kompendien der damaligen klassisch-hellenistischen Astrologie in griechischer Sprache erhalten. Das aus abendländischer Sicht bedeutendere war das vierbändige Tetrabiblos des Claudius Ptolemäus. Es war als systematisches Lehrbuch zur Astrologie konzipiert, über deren Grundlagen im 1., die Mundanastrologie im 2. Band sowie im 3. und 4. Band über die Geburtshoroskop-Astrologie, also zur Erstellung eines Horoskops für den Zeitpunkt der Geburt eines Menschen und dessen Deutung. Dazu gehörte auch eine akribische Systematik der Elemente des Horoskops: der Fixsterne, der Planeten, der Tierkreiszeichen und der Aspekte. Allerdings fehlt bei Ptolemäus z. B. die Berücksichtigung der seinerzeit schon so wichtigen Horoskop-Häuser, er scheint also etwas mehr der hellenistisch-babylonischen bzw. spätbabylonischen, mehr seleukidischen Astrologie-Tradition zu folgen im Vergleich zur „hellenistisch-neuägyptischen“. Andererseits betätigte sich Ptolemäus nicht als praktizierender Astrologe, zumindest was die Geburtshoroskopie angeht. Entsprechend fehlen im Tetrabiblos Horoskopbeispiele und Geburts-Planetenkonstellationen vollständig.
Das andere Kompendium sind die neun Bände der Anthologiae von Vettius Valens. Hierbei handelt es sich um ein Lehrbuch hauptsächlich zur Geburtshoroskopie, wenngleich es womöglich von Valens erst im Laufe von Jahrzehnten aus mehreren, unabhängig voneinander entstandenen Traktaten zusammen gefügt worden war. Wie Ptolemäus verstand sich Valens selbst auch als 'Wissenschaftler', wenngleich in einem etwas anderen Sinne als Ptolemäus, wie die Vorrede zum 6. Buch der Anthologiae verdeutlicht. Im Unterschied zu Ptolemäus war Valens wiederum praktizierender Astrologe, die Anthologiae von Valens überliefert mit 121 datierbaren Beispielhoroskopen den mit Abstand größten Horoskop-Korpus eines antiken Autors. Während das Tetrabiblos im Abendland über Jahrhunderte als Standardwerk galt, wurden die Anthologiae von arabischen Astrologen begeistert aufgenommen und verbreitet.
Ptolemäus’ Bestreben, die Astrologie zu formalisieren und theoretisch zu systematisieren oder gar zu verwissenschaftlichen mit empirischen Anspruch, war durchaus typisch für die ersten Jahrhunderte nach der Zeitenwende, in welchen die klassisch-hellenistische Astrologie und Geburtshoroskopie inhaltlich wie formal mit der Erstellung von Astrologie-Lehrbüchern wie den Tetrabiblos oder der Anthologiae im 2. Jh. einen Höhepunkt erreicht hatte. In der babylonischen bzw. chaldäischen Richtung der Astrologie wurden Vorhersagen oft mit religiösen Betrachtungen kombiniert. Vettius Valens selber betonte in seiner Anthologiae andererseits auch, bei aller 'empirischen' und 'wissenschaftlichen' Neigung, die religiöse Dimension der Astrologie, deren Weisheit nur den in die mystische Qualität der Astrologie 'Eingeweihten' vorbehalten bleiben sollte.

#### Frühes Christentum und Spätantike
Das frühe Christentum befand sich in einem Zwiespalt gegenüber der Astrologie, da nach Auffassung vieler Kirchenlehrer die Vorherbestimmung des Schicksals dem freien Willen als unbedingter Voraussetzung (conditio sine qua non) des christlichen Glaubens widerspricht, andererseits ein astronomisches Ereignis mit einer astrologischen Aussage bezüglich der Geburt Christi verbunden wurde. Selbstredend stand ein ausgeprägter Glaube an die Himmelskörper sowieso eher im Spannungsverhältnis zu einigen zentralen christlichen Dogmen und Glaubensgrundsätzen. Doch gleichzeitig wurde die Astrologie in den verschiedenen christlichen Strömungen teilweise stark aufgenommen, erst recht in den parallel sich entwickelnden gnostischen, neuplatonischen und manichäischen religiös-philosophischen Bewegungen der Spätantike.
Die weitere Stellung der Astrologie in der öffentlichen Sphäre der römischen Spätantike wurde durch mehrere Entwicklungen geformt. U. a. etablierte sich in wachsendem Masse ein göttlich abgeleitetes kaiserliches Deutungsmonopol, welches sich bald gegen die Astrologie und Sehertum wie Wahrsagung, gegen Magie und Manichäismus usw. wendete, wohl oder gerade auch wegen der möglichen Kompetenzkonkurrenz dieser Welterklärungen gegenüber dem kaiserlichen Deutungsmonopol. Schon im 3. Jh. hatte der nichtchristliche Kaiser Diokletian die 'wissenschaftliche' Astrologie als Teil der Sieben Freien Künste und damit als 'Wissenschaft', welche zugleich von der Astronomie kaum unterschieden wurde, verboten. Weiterhin bestimmte das christlich-römische Kaisertum ab dem 4. Jh. zunehmend, welches Wissen überhaupt noch als statthaft gelten konnte. Die Astrologie wurde unter Kaiser Valens (4. Jh.) zum 'Irrtum' erklärt, Anfang des 5. Jh. durch Honorius und Theodosius schließlich zur Häresie gegenüber dem katholischen Glauben. Und erst mit Letzterem wurde wohl die Astrologie endgültig aus dem überlieferten Wissenschaftskontext ausgesondert und als gewöhnliche Glaubensabweichung abgewertet. Zugleich wurde auf Konzilen, wie jenes von Laodicea im Jahre 365 oder von Braga im Jahre 572, jede astrologische Tätigkeit für Kirchenangehörige verboten. So verschwand die Astrologie nach Erhebung des Christentums zur Staatsreligion des Römischen Reiches im 4. Jh. zwar zunehmend aus der 'akademischen' Welt bzw. gelehrten Wahrnehmung wie Öffentlichkeit. Doch damit verlöschte die Astrologie selber natürlich nicht, u. a. weil abseits der Hauptstädte größere Freiheiten herrschten und zugleich der Komplex astrologischen Wissens in die christlichen Anschauungen hinein transformiert wurde.
Für letztere Entwicklung gab es manche Anknüpfungspunkte:
- Die Zahlen 4, 7 und 12, die im Urchristentum eine große Rolle spielten, erinnern an den Sprachgebrauch der antiken Astrologie, wobei deren Prognostik nicht übernommen wird;[52]
- in Mt 2 EU wird von den „Magiern“ oder Sterndeutern aus dem Osten berichtet, die in Jerusalem nach dem neu geborenen König der Juden suchten, da sie „seinen Stern“, den Stern von Betlehem, hatten aufgehen sehen; daraus entwickelte sich die Tradition der Heiligen Drei Könige;
- der Kreuzigungstod Jesu wird im Matthäus-, im Markus- wie Lukas-Evangelium von einer Sonnenfinsternis zwischen der sechsten und neunten Stunde begleitet; ebenso die Endzeit vor der Wiederkunft Jesu z. B. in Mt 24,29 EU, und Apg 2,20 EU sowie Mk 13,24 EU; Lk 21,25 EU spricht von Zeichen an Sonne und Mond sowie Sternen;[53]
- in der Offenbarung des Johannes sind die Elemente einer endzeitlich geprägten Astralmystik und astrologische Anspielungen deutlicher erkennbar: So werden Christus in Offb 1,4-20 EU sieben Sterne beigegeben, die entweder als die sieben „Planeten“ der antiken Astrologie oder als die Plejaden gedeutet werden können; die vier Wesen, die nach Offb 4,6-8 EU in Anlehnung an die  Beschreibung der Merkaba bei Ezechiel genannt werden, können als Entsprechungen der vier Eckpunkte des Tierkreises gedeutet werden.[54]

Infolge der Auflösung des Weströmischen Reiches im 5. Jh. versiegte in dessen Territorien die Astrologie als ausgeübte und gelehrte Tradition weitgehend, wenngleich die Astrologie sowieso dort weit weniger verankert wie verbreitet gewesen war, da ihre Entwicklung und Ausbreitung schließlich im Nahen und Mittleren Osten sowie dem östlichen Mittelmeer ihren Ursprung gehabt hatte. Zudem war, bis auf wenige Ausnahmen, die astrologische Literatur sowieso in Griechisch, der wichtigsten Sprache im östlichen Mittelmeergebiet und Ostrom, niedergeschrieben und tradiert worden, während im weströmischen Raum weitestgehend Lateinisch dominiert hatte. Im Oströmischen Reich bzw. Byzanz blieb die Astrologie erhalten, wenngleich geschwächt bzw. von großen Schwankungen auch in der späteren, allerdings ab dem 7. Jh./8. Jh. herkömmlich schon dem Mittelalter zugerechneten Geschichte von Byzanz geprägt.
Aus der Zeit bis zur sich verstärkt als christlich verstehenden Herrschaft des oströmischen Kaisers Justinian I. im 6. Jh. sind, wie schon zuvor, viele Geburts- und Katarchenhoroskope überliefert, weiterhin hat offenbar ein Astrologe z. B. für den oströmischen Kaiser Zenon (Kaiser) (5. Jh.) gearbeitet. Doch sind etwa im 5. Jh. in Beirut, oströmisches Reichsgebiet, Astrologiebücher öffentlich verbrannt und im 6. Jh. unter Justinian I. der Lehrbetrieb der neuplatonischen Philosophenschule in Athen eingestellt worden, wovon auch Astronomie-Astrologie Lehrende betroffen gewesen sein sollen. Rhetorios, der letzte bedeutende und greifbare spätantike Vertreter der hellenistischen oder klassischen Astrologie, gehört passenderweise ebenfalls in diese oströmischen Phase der Astrologiegeschichte. Er hat wohl etwa um 500 oder 600 n. Chr. gewirkt und soll Ägypter gewesen sein. Teile seiner sehr ausgefeilten Astrologie-Texte mit Referenzen auf z. B. Vettius Valens sind indirekt überliefert worden. Am Übergang Spätantike zum byzantinischen Mittelalter kann noch der anerkannte Philosoph, Lehrer und Astronom-Astrologe Stephanos von Alexandria ausgemacht werden, welcher anscheinend vom byzantinischen Kaiser Herakleios selbst, Herrschaft 610 – 641, in einer späten Phase der kulturellen Belebung von Alexandria nach Konstantinopel geholt worden war.
Der Komplex bzw. Teile der Hellenistischen bzw. klassischen Astrologie selber wurden wohl bereits ab dem 2. Jh. n. Chr. z. B. nach Indien weiter vermittelt und ab dem 3. Jh. im großpersischen Sassanidenreich aufgenommen. So wurden beispielsweise die astrologischen Abhandlungen des Dorotheos von Sidon und von Vettius Valens ins Mittelpersische des Sassanidenreiches übertragen. Das neue muslimisch-arabische Reich wiederum rezipierte bzw. übersetzte nach der Eroberung des Sassanidenreiches im 7. Jh. offenkundig vielfach das dort vorgefundene astrologische Gedankengut hellenistischer, persischer und indischer Herkunft. Als erster bekannter und bedeutender Lehrender der Astrologie, Astronom und Übersetzer aus dem Griechischen im Arabischen Reich gilt der syrische Grieche und Christ Theophilos von Edessa.

## Mittelalter
In der mittelalterlichen Periode der Astrologie zwischen Antike bzw. Spätantike, mit ihrer klassischen, hellenistischen Astrologie, und der Neuzeit dominierten in der astrologischen Praxis und Lehre bei weitem die Fragehoroskope und 'Elektionen' – Wahl eines astrologisch günstigen Zeitpunktes für ein Vorhaben – aus dem Bereich der so genannten Stundenastrologie sowie mundanastrologische Themen, wozu z. B. auch Fragen zur Entwicklung von Wetter und Landwirtschaft gehörten usw. Ein ganz wesentlicher Grund für diese Astrologie-Schwerpunkte lag darin, dass viele Klienten weder sichere Kenntnis oder einen gesicherten Nachweis ihres Geburtsdatums besaßen, erst recht keine exakte Geburtszeit, genauso häufig war die geographische Position des Geburtsortes vielfach unbekannt. Doch nur unter diesen Voraussetzungen war und ist die Erstellung eines Geburtshoroskopes mit den nachfolgenden Deutungen möglich.
Weiterhin hatten die meisten Klienten oder Besucher eines Astrologen konkrete Fragen zu aktuellen Problemen oder Lebenslagen und wenig Interesse an der umfangreichen Deutung des eigenen Lebensweges anhand des Geburtshoroskopes.
Mit den drei monotheistischen Religionen Judentum, Christentum und Islam ergaben sich typische, weit verbreitete Konfliktpunkte mit den philosophischen und religiösen Implikationen, die vom Komplex der Astrologie mittransportiert wurden:
- das Thema der menschlichen Willensfreiheit
- das Thema der göttlichen Verehrung der Gestirne
- das Thema der eigenständigen, von Gott unabhängigen Wirkmächtigkeit der Gestirne
- das Thema der Vorherbestimmung durch eine deterministisch verstandene Astrologie
- das Thema der nichtgöttlichen Prognosemöglichkeiten durch astrologische Methoden

### Islam
Im Mittelalter wurde die spätantike Astrologie vor allem im islamischen Kulturbereich weiter gepflegt unter Rezeption besonders der hellenistischen Astrologie sowie indischen und wie auch persisch-sassanidischen Astrologie-Elementen. Als speziell indische und sassanidische Astrologie-Entwicklungen oder -Erfindungen, welche vom unterworfenen Sassaniden-Reich in die arabisch-islamische Astrologie übernommen wurden, zählen u. a. die so genannte 'Militär'-Astrologie wie auch die Grundlagen der Stundenastrologie, ebenso astrologische Geschichtsbetrachtungen auf Basis u. a. von Deutungen des jährlichen Widder-Ingress der Sonne und der Großen Konjunktion, den Saturn-Jupiter-Konjunktionen und samt ihren Zyklen. Eine sassanidische Erfindung war weiterhin der astrologisch geplante Augenblick von Herrscher-Krönungen mit einem geeigneten Horoskop, wie es für den sassanidischen Großkönig Chosrau I., Herrschaft 531 – 579 n. Chr., überliefert wurde.
Vom 8. bis 10. Jh. wurden in der arabischen Welt astrologische Texte gesammelt und übersetzt. Ein herausragendes Zentrum dieser Aktivitäten war die Bibliothek von Bagdad. Daher war zu dieser Zeit ein großer Teil der astrologischen Werke des Hellenismus wie Valens Anthologiae in arabischer Übersetzung verfügbar. Parallel dazu wurden auch einige technische Erleichterungen der Arbeit der Astrologen entwickelt.

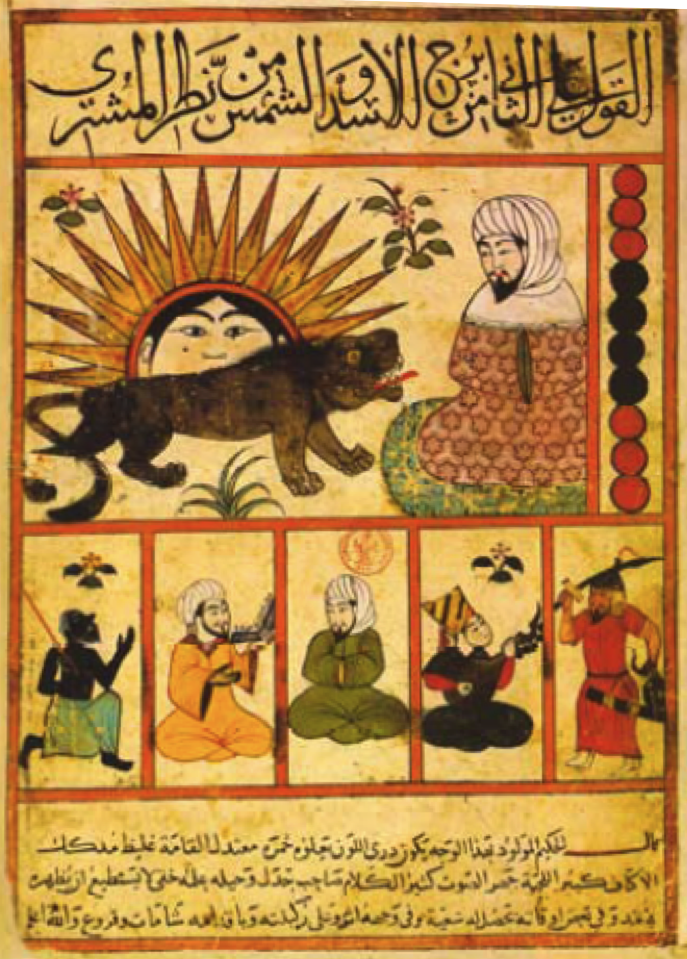
Aus Abu Ma'schars Einführung in die Astronomie, Bagdad 848

Typisch für die Anfänge der Astrologie im arabisch-islamischen Reich war entsprechend z. B. die Tätigkeit von Theophilos von Edessa im 8. Jh. Der griechisch sprechende, christlich-maronitische Syrer übersetzte vielfach hellenistische Astrologie-Texte ins Arabische, z. B. Valens’ Anthologiae, und betätigte sich später als Astronom und Astrologe – Sternkundiger – am Hof der Kalifen al-Mahdi und al-Mansur in Bagdad. Theophilos, dessen Werke in der Geheimbibliothek des Kalifenhofes in Damaskus untergebracht gewesen sein sollen, hatte u. a. wohl eine Vorliebe für 'Kriegsastrologie', also zur astrologischen Einschätzung und Deutung von Kriegshandlungen. Der indische Astrologe Kankah, auch Kanakah oder womöglich Katakah geschrieben und biographisch kaum fassbar, wenn auch u. a. von Abu Ma'schar genannt, sowie der vom Judentum zum Islam konvertierte Astrologe und Astronom Messahallah, die beide ebenso in Bagdad am Kalifenhof berieten und lehrten, ergänzen das Bild der islamisch-arabischen Astrologie-Frühphase.
Da der Koran zwar die Verehrung astraler Gottheiten verurteilt, aber die Interpretation himmlischer Zeichen zum Verständnis des Willens Allahs akzeptiert, unterstützten muslimische Herrscher seit jeher die Entwicklung der Astrologie wie auch anderer Wissenschaften.
Verschiedene islamische Gelehrte und Literaten wie beispielsweise der Sprachwissenschaftler al-Chalīl ibn Ahmad al-Farāhīdī bezeugten ab dem 9. Jh., direkt und indirekt nachweisbar, ihre Ablehnung der Astrologie selber. Schriftliche Arbeiten zur theologischen Widerlegung der Astrologie sind erstmals ab etwa Ende des 10. Jh. greifbar, so z. B. bei ʿAbd al-Dschabbār ibn Ahmad oder al-Bāqillānī, sie postulierten meist die Unvereinbarkeit einer astrologisch häufig angenommenen, autonomen Wirksamkeit der Gestirne mit der im Koran formulierten Alleinwirksamkeit Gottes, der ersten und einzigen Ursache. Kritik an der Astrologie (wie im 11. Jh. etwa durch Avicenna) und philosophische Widerlegungen, z. B. von al-Fārābī, sind etwas früher sichtbar, erstmals wohl in der ersten Hälfte des 10. Jh.
Mit al-Fārābī (9./10. Jh.), der die Astrologie selber abgelehnt hatte und später unfreiwillig ihre größere Akzeptanz im westlichen Europa mit bewirkt hatte, lässt sich eine für das Mittelalter weitgehend geteilte Einschätzung der Astrologie festhalten. Er betrachtete sie, in seiner Abhandlung Iḥṣāʾ al-ʿulūm ('Buch der Klassifikation der Wissenschaften'), zusammen mit der Astronomie als Teil der mathematischen Wissenschaft. Anverwandte Praktiken und Weltanschauungen wie die nicht nur mittelalterlich weit verbreitete Astralmagie bzw. magische Astrologie, wozu z. B. die Talisman-Herstellung gehörte, zählten für ihn nicht zur Mathematik, worüber wohl gleichfalls ein mittelalterlicher Konsens herrschte. In Wissenschaftsverständnis von Al-Fārābī kam allerdings die Astralmagie, aber auch die Medizin gar nicht vor. Kein Jahrhundert später wurde vom persischen Gelehrten al-Ghazālī (11./12. Jh.) in dessen Werk Maqāṣid al-falāsifa ('Die Absichten der Philosophen') u. a. die Magie und die Medizin als Teil dessen gesehen, was damals vielfach unter Naturwissenschaft verstanden wurde, die Astrologie blieb weiterhin Teil der Mathematik. Die Schrift von al-Fārābī über die Klassifikation der Wissenschaften wie auch die Abhandlung von al-Ghazālī wurden später im christlich-lateinischen, westlichen Europa durch Übersetzungen im Toledo des 12. Jh. bekannt und breit rezipiert, unabhängig davon, ob man beispielsweise aus religiösen, ethischen oder philosophischen Gründen die Astrologie oder die Astralmagie – teils – ablehnte. Der bedeutende Gelehrte und Übersetzer Dominicus Gundisalvi im Toledo des 12. Jh. stufte wiederum auf Grundlage der 'Klassifikation der Wissenschaften' von al-Fārābī, welchen er ausführlich zitiert, und anderer arabischer Gelehrter die Astrologie grundsätzlich als herausragende 'Beurteilungswissenschaft' ein, was damals vielfach aufgenommen wurde und der Astrologie eine breitere Akzeptanz ermöglichte. Mit Gundisalvis wurde die auf Isidor von Sevilla (7. Jh.) zurückgehende, im lateinisch-christlichen, westlichen Europa maßgebliche Unterscheidung der Astrologie in eine so genannte „natürliche“, akzeptable Astrologie (wie Astrometeorologie, Astromedizin, astrologische Geschichtsbetrachtungen) und eine „judiciarische“, „abergläubische“ wie abzulehnende Astrologie (wie Prognosen zu Geburtshoroskopen, zu Fragehoroskopen und „Elektionen“) erweitert bzw. überwunden.
Insgesamt blieben die Astrologie und Astrologen bis ins 20. Jh. ziemlich treue Begleiter vor allem zahlloser muslimischer Herrscher, Regionalfürsten wie Großwesire und ihrer Höfe, so auch im Osmanischen Reich noch unter Sultan Mahmud II. So wurde die Astrologie vielfach eben geduldet, obwohl sie religionsgesetzlich eindeutig abgelehnt wurde. Allerdings hatten Astrologen und Astrologie allgemein im Laufe der Zeit sozusagen eine Islamisierung durchgemacht, z. B. in der Form einer verstärkt an islamisch-religiösen Bedürfnissen ausgerichteten, in den Vordergrund geschobenen Astronomie. In dieser Einkleidung konnten die genuin astrologischen Inhalte und Deutungen überdauern, wohl ähnlich dem Prozess der Christianisierung der Astrologie in der römischen Spätantike.
Im Zuge der Ausbreitung der islamischen Kultur von Spanien bis nach China verbanden muslimische Gelehrte die hellenistischen und babylonischen Traditionen der Astrologie mit entsprechenden indischen und chinesischen Lehren.
Die arabisch-islamische Astrologie erlebte im Orient eine Blütezeit bis ins 11. Jh., danach wurde sie stark mit esoterisch-okkulten Gedankengut und Praktiken verbunden, ein Vorgang, der vielleicht den beginnenden, langsamen Niedergang der dort gelehrten, 'wissenschaftlichen' Astrologie mit bewirkt hat. Schließlich kam mit der Eroberung von Bagdad (1258) und des arabisch-islamischen Kalifenreich durch die Mongolen u. a. die breite Lehre und Ausübung der 'wissenschaftlichen' und Hof-Astrologie vielfach zum Erliegen. Schon zu Anfang der astrologischen Blütezeit im islamisch-arabischen Orient ab dem 8. Jh. wurde die arabisch-islamische Astrologie, mitsamt der von ihr rezipierten hellenistischen oder klassischen Astrologie-Werke der Spätantike, beispielsweise in das konkurrierende Byzantinische Reich und nach Konstantinopel weitervermittelt. So anscheinend durch Stephanos Philosophos (8. Jh.) im Rahmen eines gestiegenen geistigen Interesses u. a. an der Astronomie im Byzanz im Vorfeld der so genannten Makedonischen Renaissance. Stephanos, welcher aus dem islamischen Persien nach Konstantinopel übergesiedelt war, behauptete den hohen wissenschaftlichen Rang der Astrologie und notierte, die Sterne dürften im Rahmen des Christentums natürlich nicht als göttlich verehrt und ihnen ebenso keine Willensautonomie unterstellt werden. Auch die Werke von Theophilos von Edessa, dem Gelehrten und Astrologen am islamischen Kalifenhof in Bagdad, welcher gleichfalls über die Harmonisierung von Christentum und Astrologie geschrieben hatte, wurden in Byzanz ab dem 9. Jh. im kulturellen Aufschwung der Makedonischen Renaissance vielfach rezipiert, ebenso so die dafür ins Griechische übersetzten astrologischen Traktate anderer Gelehrter und Astronomen-Astrologen aus dem islamisch-arabischen Orient wie Abu Ma'schar und Sahl ibn Bischr. Die kulturellen Beziehungen zwischen Konstantinopel und dem expandierenden arabisch-islamischen Reich abseits der kriegerischen Auseinandersetzungen werden auch dadurch deutlich, dass Kalif al-Ma'mūn (erste Hälfte 9. Jh.) den herausragenden Gelehrten Leon der Mathematiker von Konstantinopel nach Bagdad holen wollte, u. a. anscheinend besonders wegen Leons Fähigkeiten im Bereich Mathematik und Geometrie, und wohl auch wegen dessen astrologischer Gelehrtheit.
Doch vor allem während der arabisch-islamischen Herrschaft auf der Iberischen Halbinsel (8. Jh. bis 15. Jh.), Al-Andalus genannt, und der einsetzenden, christlichen Rückeroberung wurden u. a. zahlreiche Astrologie-Texte z. B. in Toledo durch Übersetzungen ab dem 12. Jh. nach und nach von Südeuropa her im hochmittelalterlichen, christlichen Europa rezipiert, was ab dem 13. Jh. zu einer ersten europäischen Blüte der Astrologie führte. An dieser Übersetzungstätigkeit und Verbreitung astrologischer Werke wie Kenntnisse in und aus dem islamischen Spanien hatten auch jüdische Gelehrte bedeutsamen Anteil. Das einflussreichste Werk der jüdischen Astrologie jener Zeit war das Sepher reshît hokhmah (12. Jh.) von Abraham ibn Ezra.
Das werdende, spätere Osmanische Reich rezipierte wiederum weitestgehend aus der Zeit und dem Herrschaftsgebiet der Seldschuken die dort tradierte arabisch-islamische Astrologie-Astronomie. Zeitweilig hatten die Seldschuken im 11. Jh. und 12. Jh. z. B. über die Astrologie-Hochburg Bagdad geherrscht, von den seldschukischen Sultane Tughrul Beg und Alp Arslan ist ihr große Interesse an Astronomie und Astrologie überliefert. Alp Arslan soll, so ein Historiker an seinem Hof, vor der Schlacht bei Manzikert Astrologen über deren Aussichten bzw. geeignete Zeitpunkte dafür konsultiert haben. An den seldschukischen Herrscher-Höfen gab es, wie im islamischen Orient üblich, ebenfalls offizielle Hof-Sternkundige, also Astrologen-Astronomen.
Im Osmanischen Reich mit der neuen Hauptstadt Istanbul entwickelte sich rasch zwischen dem späten 15. Jh. und dem frühen 16. Jh. die Institution des munajjim-bashi, des offiziellen Hof-Sternkundigen, der 'Chef-Astronom-Astrologe', am Sultanshof in Istanbul, dem mehrere Assistenten unterstanden. Sie blieb über Jahrhunderte bis zum Ende des Sultanats in Istanbul, bis Anfang der 1920er Jahre, erhalten.
An den offiziellen Aufgaben des Chef-Sternkundigen am Sultans-Hof in Istanbul lassen sich wahrscheinlich einige typische Tätigkeitsfelder von Astronomen-Astrologen an den zahlreichen anderen, früheren islamischen Herrscher-Höfen ableiten:
- Erstellung von öffentlichen Jahres-Kalendern oder –Almanachen, u. a. mit historischen Chronologien, dem mundanastrologische Horoskop zum Widder-Ingress der Frühlings-Tagundnachgleiche samt Deutungen, Vorhersagen zu Wetter, Sultan und Regierung, astrologische Bewertungen der Tage jeden Monates für geeignete und ungeeignete Unternehmungen ('Elektionen'), Sonnen- und Mondfinsternisse im Jahr samt astrologischen Deutungen;
- Erstellung des Ramadan-Kalenders;
- Errechnung astrologisch geeigneter Zeiten – Elektionen – für öffentliche und private Handlungen und Tätigkeiten von Sultan und Regierungsmitgliedern, Staats- und Regierungstätigkeiten;
- Information des Palastes über Finsternisse, Kometen und weitere Erd- und Himmels-Phänomene;
- Organisation der genauen Zeitgebung, beispielsweise für die genauen Gebetszeiten, und der Muvakkithane ('Zeitgeberhäuser') mit den dortigen Mitarbeitern, den muvakkits;

Die bedeutendsten Astrologen des islamischen Mittelalters waren wohl al-Kindī und sein Zeitgenosse wie Kollege und wahrscheinlicher Schüler Abu Ma'schar, beide aus dem mittelalterlichen, arabisch-islamischen Orient und in Bagdad lehrend. Al-Kindī entwickelte auf der Grundlage des stoischen Konzepts einer alles verbindenden Sympathie eine ganzheitliche Sicht des Kosmos, in dem himmlische und irdische Körper, aber auch Worte und Handlungen durch das Aussenden von Strahlen einander beeinflussen. Abu-Ma'schar betrachtete die Astrologie als eine mathematische Wissenschaft. In seinem einflussreichen Introductorium in Astronomia (lat. Übers.) gab er eine Übersicht über alle klassischen astrologischen Techniken einschließlich derer der Inder. In Zìj al-hazaràt sprach er davon, dass die Astrologie den Menschen ursprünglich durch göttliche Offenbarung gegeben worden, aber inzwischen weitgehend vergessen sei. Im Anschluss daran entwickelte er eine philosophische Grundlegung der Astrologie, die angeblich auf einer sehr alten Schrift basierte, welche lange verborgen gewesen sei und deren Inhalte er nun wieder zugänglich mache. Bedeutend waren auch Abu-Ma'schars Darlegungen über die dreifache Große Konjunktion, dem seltenen Ereignis, dass Jupiter und Saturn einander aus geozentrischer Sicht innerhalb eines Jahres dreimal hintereinander berühren. Dieser Konstellation wurde schon lange eine besondere Bedeutung zugeschrieben, aber Abu Ma'schar wendete das nun auf die Frage an, wann der Mahdi, die Entsprechung des Messias in der Schia, wiederkehren werde. Dies war das Vorbild für entsprechende Spekulationen in der jüdischen und christlichen Kultur bis in die Neuzeit.
Leistungen der arabischen Astrologie:
- verbesserte, präzisere Planetentafeln – die Ephemeriden zur Berechnung der Planeten- und Fixstern-Positionen – aufgrund weiterentwickelter Astronomie und Mathematik;
- Weiterentwicklung der sogenannten Katarchen-Astrologie zur noch heute verwendeten Stundenastrologie;
- mundanastrologische Geschichtsbetrachtung, besonders mit der Deutung von Saturn- und Jupiter-Konjunktionen bzw. -Zyklen, der so genannten Großen Konjunktion, eine Methode, welche sassanidisch-persischen Ursprungs ist;
- mundanastrologische Deutung des so genannten Widder-Ingress, einem Horoskop für den Augenblick, in welchem die laufende Sonne das Tierkreiszeichen Widder erreicht;
- Wiederkehrhoroskop bzw. Solar-Horoskop für den genauen Zeitpunkt der Sonnen-Wiederkehr auf die exakte Position der Geburts-Sonne; erst die arabische Geburtshoroskopie entwickelte Horoskope für diesen Augenblick, davor wurden bei der Sonnen-Wiederkehr lediglich die Tierkreis-Positionen der laufenden Planeten zum Geburtshoroskop gedeutet;
- Vermehrung und Weiterentwicklung der so genannten Sensitiven Punkte, der bekannteste ist der Glückspunkt;
- Verwendung und Deutung der so genannten Mondhäuser aus indischer Herkunft

### Christentum

#### Byzantinisches Reich
Die Kultur und das geistige Leben des Byzantinischen Reiches kann noch vor dem lateinischen-christlichen Europa als der unmittelbare, christliche Erbe der spätantiken, hellenistischen Astrologie im mittelalterlich-christlichen Raum betrachtet werden. Und die Mehrheit der griechischsprachigen, astrologischen Handschriften, die im maßgeblichen Catalogus Codicum Astrologorum Graecorum veröffentlicht wurden, stammen aus dem Byzantinischen Reich. Diese byzantinischen Astrologie-Manuskripte sind bisher nur wenig ausgewertet und ediert worden, so dass das Bild von der Astrologie in Byzanz bislang ziemlich unvollständig sein dürfte. Doch machen die bisherigen Publikationen und Arbeiten die Bedeutung und Umfang der dortigen Astrologie allmählich sichtbarer.
Etwa am Beginn des byzantinischen Mittelalters steht der Philosoph, Lehrer und Astronom-Astrologe Stephanos von Alexandria, den anscheinend Kaiser Herakleios selbst, Herrschaft 610 – 641, in einer Zeit kultureller Belebung von Alexandria nach Konstantinopel geholt hatte.
Mit der astrologischen Blütezeit im benachbarten islamisch-arabischen Orient wurde die dortige Astrologie, inklusive der rezipierten hellenistischen oder klassischen Astrologie-Werke, vielfältig im konkurrierenden Byzantinischen Reich rezipiert. Als Vermittler und Anreger im Rahmen eines steigenden Astronomie-Interesse in Byzanz war anscheinend beispielsweise ein Stephanos Philosophos (8. Jh.) tätig. Stephanos, aus dem islamischen Persien nach Konstantinopel übergesiedelt, sprach u. a. vom hohen wissenschaftlichen Rang der Astrologie und forderte, im Christentum stehe den Sternen natürlich keine göttliche Verehrung zu, ebenso dürfe ihnen keine Willensautonomie unterstellt werden. Und die Werke von Theophilos von Edessa, dem Gelehrten und Astrologen am islamischen Kalifenhof in Bagdad, welcher ebenso die Harmonisierung von Christentum und Astrologie versuchte, wurden ab dem 9. Jh. in Byzanz recht breit rezipiert. Dies gilt auch für die astrologischen Texte von islamischen Gelehrten und Astronomen-Astrologen wie Abu Ma'schar und Sahl ibn Bischr. Der kulturell-geistige Austausch zwischen Konstantinopel und dem expandierenden arabisch-islamischen Reich wird gleichfalls dadurch sichtbar, dass Kalif al-Ma'mūn (erste Hälfte 9. Jh.) Leon der Mathematiker von Konstantinopel nach Bagdad holen wollte, wohl auch wegen dessen astrologischer Gelehrtheit. Im 11./12. Jh. bestand zwischen dem ägyptischen Fatimiden-Reich und dem Byzanz der Komnenen-Dynastie anscheinend zeitweilig ein vielfältiger Transfer auch auf astrologischer Ebene. So arbeiteten in jener Zeit offenbar ägyptische Astrologen in Konstantinopel, wahrscheinlich auch für den kaiserlichen Hof dort, während die so genannten Großen Hakimitischen Tafeln ('al-Zij al-Kabir al-Hakimi') von Kairoer Astronomen Ibn Yunus, die Ephemeriden für astronomische wie astrologische Berechnungen, in Byzanz verwendet wurden.
Während der byzantinischen Geschichte schwankte das Interesse an der Astrologie-Astronomie sowie ihre Ausübung erheblich, wie anderorts und in anderen Epochen ebenso. Etwa Ende des 8. Jh. stieg nach vielen Jahrzehnten militärischer Auseinandersetzungen zuerst mit dem Sassaniden-Reich, danach mit dem expandierenden arabisch-islamischen Reich, ihre Beachtung stark an. Einen Höhepunkt erreichte Praxis und Lehre während der Makedonischen Renaissance im 9. /10. Jh. So sind u. a. zu Kaiser Konstantin VII. (10. Jh.) Geburtshoroskope inklusive detaillierter Deutung erstellt worden. Im 11. und 12. Jh. fand erneut ein Aufschwung während der Komnenen-Dynastie statt. Sowohl für Alexios I. Komnenos wie für seinen Manuel I. Komnenos sind – in sassanidischer Tradition – Horoskope für den Krönungsaugenblick erstellt worden, von Manuel I. ist sogar ein Traktat zur Verteidigung einer christlich verankerten Astrologie überliefert. Anna Komnena, die Historikerin und Tochter von Alexios I. Komnenos, erläutert in ihrem bekannten Geschichtswerk Alexiade (um 1148 geschrieben) ausdrücklich das Neuartige der Geburtshoroskopie in Relation zu den Fähigkeiten der antiken Vorbilder wie Platon oder Eudoxos von Knidos, den 'Alten', in Zusammenhang mit einer spektakulär eingetroffenen Vorhersage des ausgehenden 11. Jh.

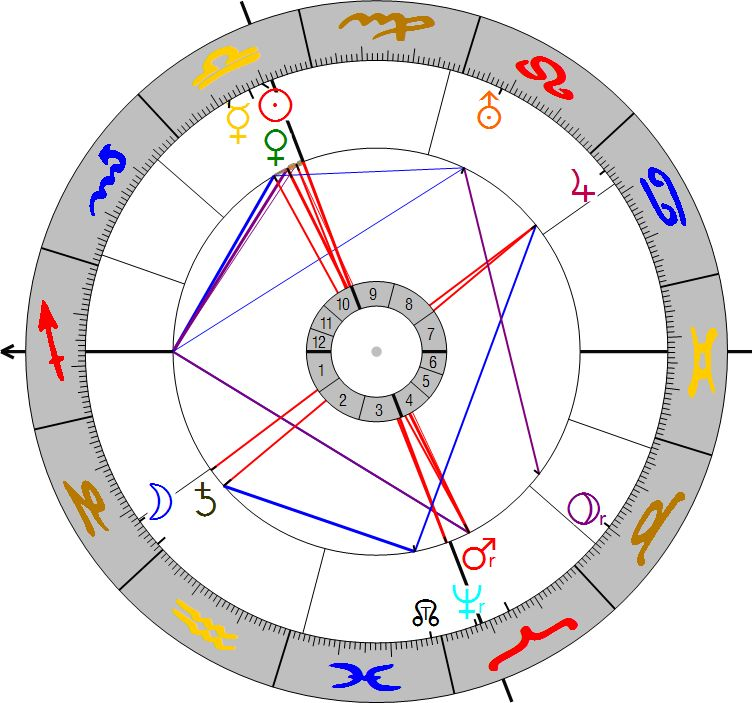
Manuel II. Palaiologos: Überliefertes Horoskop für die Proklamation als Mitkaiser (25. September 1373)

Für die byzantinische Palaiologen-Dynastie (13. – 15. Jh.) kann eine weitere Blütezeit der Astrologie festgestellt werden, an welcher auch der kaiserliche Hof in Konstantinopel mitbeteiligt gewesen war. Beispielsweise ist ein Proklamations-Horoskop (1373) überliefert, diesmal von Manuel II. Palaiologos, allerdings nur für sein Amt als Mitkaiser von Johannes V. Palaiologos. Im späten 14. Jh. sind nun gleich zwei Gelehrte und Astronomen-Astrologen, Johannes Abramios und Eleutherios von Elis, in einem Kreis weiterer Schüler und Astrologen, wohl u. a.in Konstantinopel wirkend, durch verschiedene, teils umfangreichere Handschriften greifbar.
Wie schon in der christlichen Spätantike und im Islam des Mittelalters wurden immer wieder mal Astrologen vor allem aus Konstantinopel ausgewiesen, astrologische Betätigung zeitweilig verboten und die Astrologie besonders von Kirchenleuten und Theologen kritisiert wie diskreditiert. Dessen ungeachtet findet man im Byzantinischen Reich Jahrhunderte vor dem Gebrauch einer gelehrten Astrologie im lateinisch-christlichen, westlichen Europa vielfach die Anwendung anspruchsvoller, gelehrter Techniken und Methoden wie die Geburtshoroskopie, die Stundenastrologie oder die so genannten Militär-Astrologie, Methoden, welche stets 'akademische' mathematisch-astronomische Kenntnisse erforderten. Zudem also teils Techniken, welche die spätantike hellenistische Astrologie so noch nicht gekannt und Byzanz als Weiterentwicklung erst aus dem islamisch-arabischen Orient rezipiert hatte. Ob im Byzantinischen Reich auch eigenständige astrologische Techniken oder Astrologie-Bereiche entwickelt wurden, war bislang kein wissenschaftlicher Forschungsgegenstand, soweit erkennbar.
Klar ist hingegen, dass gelehrte Anhänger des sich ab dem späten 14. Jh. zunächst vor allem in Italien formierenden Humanismus als Teil der europäischen Renaissance im großen Ausmaß griechischsprachige Handschriften tatsächlich oder vermeintlich antiker Werke im Byzanz der Palaiologen-Dynastie bzw. in früheren Gebieten des Byzantinischen Reiches aufkauften oder kopieren ließen. In diesen Zusammenhang gehört zudem noch der für die entstehende Esoterik wie Okkultismus bzw. Hermetik der Renaissance ausgesprochen bedeutsame Fund von griechischen Texten des Corpus Hermeticum in Mazedonien 1463, von dem man damals glaubte, sie würden die ältesten Weisheitslehren der Menschheit überliefern. Vor allem der namensgebende legendäre Hermes Trismegistos wurde astrologisch mit Merkur gleichgesetzt. Mit Merkur identifizierten sich in Folge der Übersetzung und Veröffentlichung der Corpus-Texte viele Dichter und Astrologen der Renaissance, die Astrologie wurde nachfolgend öfter als Teil Hermetik gelehrt und betrachtet. Zugleich wirkten verschiedene byzantinische Gelehrte in Italien wie Bessarion und Georgios Gemistos Plethon, besonders in Florenz. Dabei kamen auch zahlreiche astronomisch-astrologische Abhandlungen byzantinischer Zeit als Handschriften u. a. nach Italien, wie jene aus dem Umfeld von Johannes Abramios. Wegen der Eroberung von Konstantinopel im Jahre 1453 verließen weitere byzantinische Gelehrte ihre Heimat in Richtung Italien und westlicheres Europa. Dass der Transfer dieser Manuskripte wie auch das Wirken der byzantinischen Gelehrten in Italien und dem lateinisch-christlichen Europa einen eigenständigen Beitrag zur bzw. weiteren Anschub der Astrologie-Entwicklung in der Renaissance leisten konnten, kann angenommen werden. Einschläge Arbeiten dazu liegen jedoch bisher anscheinend nicht vor.

#### Das lateinisch-christliche Europa
Die Überlieferung einfacher Astrologie-Formen erfolgte im frühen Mittelalter des lateinisch-christlichen, westlichen Europa vor allem in einigen Klöstern, in denen die noch in Latein vorhandenen Astrologie-Schriften weiter tradiert wurden, wie sie insbesondere Boethius und Isidor von Sevilla zusammengetragen hatten. Jene einfachen, laienastrologische Formen aus dem Komplex der Astrologie, wie beispielsweise schlichte Tierkreiszeichen-Deutungen vor allem im Rahmen einer Adaption an christliche Lehren, prägten bis weit ins Hochmittelalter die zunächst wenigen und meist zaghaften Anwendungen astrologischer Herkunft.
Natürliche Astrologie und Judiciar-Astrologie: Isidor traf in seiner Enzyklopädie Etymologiae eine Jahrhunderte wirksame Unterscheidung zwischen einer natürlichen und einer abergläubischen Astrologie. Als abergläubisch bezeichnete er die Bestrebungen der Astrologie, aus dem Geburtshoroskop den Charakter und das Schicksal eines Menschen bestimmen zu wollen. Er bestritt nicht, dass man auf diese Weise möglicherweise zu Erkenntnissen kommen könne, aber seit dem Sieg Christi sei das gegenstandslos und daher nicht mehr zulässig. Die nach Isidor zulässige natürliche Astrologie befasste sich etwa mit der Wettervorhersage oder mit medizinischen Fragen, in letzterer Hinsicht empfahl er, dass jeder Arzt eine astrologische Ausbildung haben solle. Bei Isidor, wie auch häufig in den späteren Jahrhunderten des Mittelalters bis in die Neuzeit hinein, ist jedoch inhaltlich keine eindeutige Unterscheidung zwischen Astronomie und natürlicher Astrologie erkennbar.
Die von Isidor abgelehnte abergläubische Astrologie betraf also weitgehend nur die Geburtshoroskop-Prognosen. Ein Bereich der Astrologie, der später im Mittelalter wie in der Neuzeit als Judiciar-Astrologie oder 'Astrologia judiciaria' bezeichnet werden wird, als 'urteilende' Astrologie. Sie stand ab dem Hochmittelalter, seit dem im lateinisch-christlichen Europa die zunehmenden Kenntnisse einer „wissenschaftlichen“ Astrologie beispielsweise die Horoskop-Berechnungen und Zukunftsprognosen ermöglichten, im Brennpunkt sowohl theologisch-christlicher wie philosophischer Kritik und von Verbotsmaßnahmen. Im 12. Jh. lehrten die Scholastiker Petrus Abaelardus und Hugo von St. Viktor entsprechend, dass die Astrologie im Bereich der natürlichen Ursachen Aussagen machen könne, aber nicht über die vom Zufall und vom Willen Gottes abhängigen Contingentia. Diese Einschätzungen sollten für Jahrhunderte zum offiziellen Standpunkt der Kirche werden. Auch die päpstlichen Verbote und Erlasse ('Bulle') beispielsweise des 16. Jh. gegen Wahrsagerei und Magie wie auch Astrologie betrafen weitgehend nur divinatorisch verstandene Prognosetechniken samt konkreten Zukunftsvorhersagen zu Geburtshoroskopen, in Abgrenzung zur erlaubten, natürlichen Astrologie. Die bekannte Bulle von Papst Sixtus V. Contra exercentes artem astrologiae iudiciariae et alia quaecumque divinationum genera, librosque legentes vel tenentes wandte sich gegen die judiziarische Astrologie auf Basis von Divination und schloss vom Verbot jedoch 'echte wissenschaftliche' Prognosen aufgrund 'natürlicher Ursachen' und 'statistischer Häufigkeiten' aus. Schon lange vor der Bulle von Sixtus V. wie erst recht danach hatten gelehrte Astrologie-Anhänger und Astrologen oft betont, die astrologischen Prognosen ruhten auf der Annahme, dass die Himmelskörper einen physischen Einfluss auf Erde und Mensch ausübten, und damit wiederum auf kollektive Ereignisse wie individuelle Schicksale. Mit diesem Argument versuchte man an die natürliche und erlaubte Astrologie anzuschließen, die nach damaligem 'Physik'-Verständnis wie Kosmologie 'natürliche Ursachen' als Ursprung gehabt hatte. In etwas älteren katholischen Theologie-Lexika wurde die Astrologie noch in diese beiden Bereiche geteilt und definiert. Eine inhaltlich ausreichende Differenzierung zwischen natürlicher Astrologie und Astronomie war bis ins 17. Jh. weiterhin nicht gegeben.

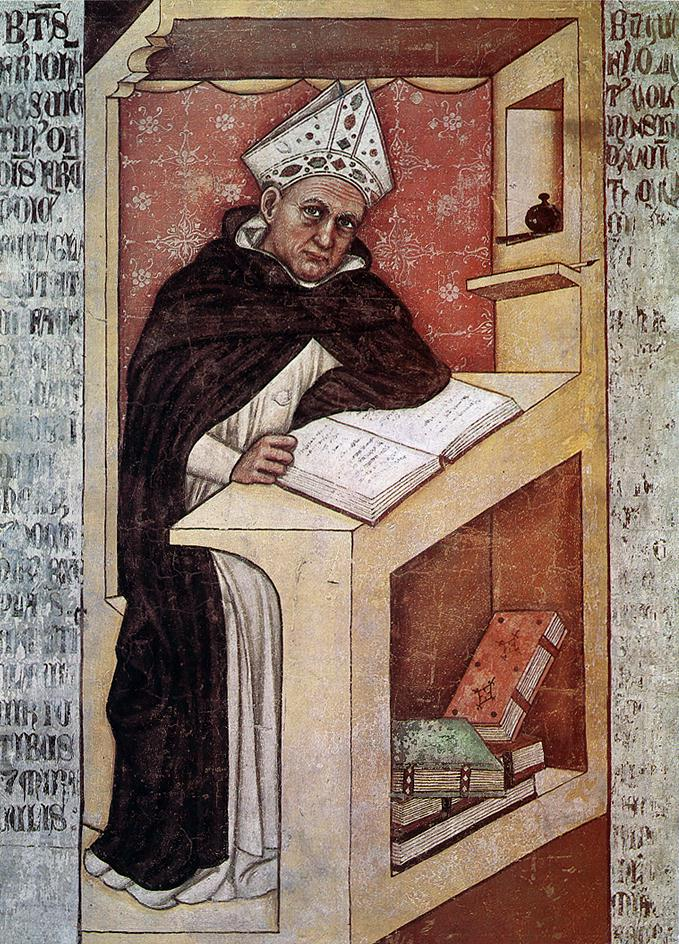
Albertus Magnus, Fresko von Tommaso da Modena, um 1352, in Treviso, Italien

In den 1260er Jahren hat der Scholastiker Albertus Magnus womöglich das Speculum Astronomiae geschrieben, gesichert ist dies jedoch nicht, wie auch die Wirkung dieser Schrift anscheinend eher gering geblieben war. Im Werk wird zwischen magischer Anwendung und wissenschaftlicher Prüfung unterschieden, und zugleich die Unterscheidung von Astronomie und Astrologie als zwei Zweigen einer Wissenschaft eingeführt. Dabei wird die Astronomie als eine mathematische Disziplin betrachtet, deren Berechnungen von der Astrologie interpretiert und für Aussagen über zukünftige Ereignisse verwendet werden. Die Astrologie führe alle irdischen Dinge auf ihre göttliche Quelle zurück und führe daher auch den Menschen zu Gott. Thomas von Aquin argumentierte, dass die Astrologie auf der Vernunft beruhe und dass diese den Willen bestimme. Dagegen wendeten Averroisten wie Johannes Duns Scotus ein, dass der Wille über der Vernunft stehe und dass daher auch Gottes Wille nicht von der Vernunft erfasst werden könne. Noch weiter als der Autor des Speculum Astronomiae ging dagegen Roger Bacon, der Astrologie, Alchemie und Magie als empirische Wissenschaften betrachtete. Dabei bezog er sich u. a. auf Ptolemaeus und Abu Ma'schar und behauptete, dass kein ernsthafter Astrologe je eine fatalistische oder deterministische Position vertreten habe. Ebenfalls in der zweiten Hälfte des 13. Jh. erschien eine ausführliche Kritik der Astrologie durch den Dominikaner Gerhard von Sileto (Gerhard von Feltre) in seinem Werk Summa de astris.
Astrologische Prognosen und Deutungen, Anwendungen wie Methoden auf Basis einer gelehrten, 'wissenschaftlichen' Astrologie in Verbindung mit den dafür notwendigen mathematisch-astronomischen Kenntnissen sind erst ab dem 12. Jh. im lateinisch-christlichen Europa greifbar. Dies geschah vor allem in Folge der arabisch-islamischen Herrschaft auf der Iberischen Halbinsel (8. Jh. bis 15. Jh.) und der einsetzenden, christlichen Rückeroberung. In diesen Zusammenhang wurden u. a. zahlreiche Astrologie-Texte z. B. in Toledo durch Übersetzungen ab dem 12. Jh. nach und nach im hochmittelalterlichen, christlichen Europa rezipiert, mit einer ersten Astrologie-Blüte im 13. Jh. An diesem Geschehen hatten auch jüdische Gelehrte bedeutsamen Anteil.
Für den sizilianischen Hof des normannischen Königs Wilhelm II. von Sizilien (2. Hälfte 12. Jh.) ist die vermutlich früheste Überlieferung gelehrter, ausgeübter Astrologie für das lateinische Europa gesichert (1183/1184). Getätigt durch islamische Astronomen/Astrologen, wie der islamische, aus Spanien kommende Geograph und Reiseschriftsteller Ibn Dschubair berichtete. Sizilien konnte vor der normannischen Kontrolle auf eine längere Phase islamisch-arabischer Herrschaft zurückblicken, ausgehend allerdings nicht von Al-Andalus/Spanien, sondern von Emiren aus tunesischem Gebiet, so dass die bekannten arabisch-islamischen Gelehrten am Hof des normannischen Königs Roger II. von Sizilien, Großvater von Wilhelm II.von Sizilien, anscheinend nicht aus Spanien stammten. Ein anderer Enkel von Roger II. von Sizilien, der Staufer-König und Erbe der normannischen Herrschaft Friedrich II. (1194–1250), setzte die normannische Hoftradition und damit auch die Nutzung und Förderung gelehrter Astrologie/Astronomie in Sizilien fort. Die daran zeitweilig beteiligten Gelehrten wie Michael Scotus oder Theodor von Antiochia arbeiteten am Hof allerdings in mehreren Gebieten und Funktionen. Scotus hatte zuvor in Toledo zahlreiche arabischsprachige Werke übersetzt, u. a. astrologische/astronomische, Theodor war beispielsweise auch in Mosul und Bagdad bei arabischen Gelehrten geschult worden.
Es war die Stundenastrologie aus dem Bereich der Astronomie/Astrologie, die am häufigsten praktiziert und genutzt wurde neben der für das ganze Mittelalter selbstverständlichen 'natürlichen' Astrologie/Astronomie, sonst galt das Interesse noch der Mundanastrologie. Die Deutung von Geburtshoroskopen war aus schon angeführten Gründen im Hochmittelalter eher selten bzw. kaum möglich.
Ähnlich wie der Hof Friedrichs II. förderte eine Generation später der kastilische Hof unter Alfons von Kastilien (1221–1284), welcher mit den Staufern verwandt gewesen war, an seinem Geburtsort Toledo eine große Gelehrtentätigkeit im Rahmen einer von ihm neu initiierten Übersetzerschule. Dabei wurden auch und besonders arabische Werke der Astronomie/Astrologie übertragen und verbreitet. Die bekannten Alfonsinischen Tafeln, Ephemeriden mit den täglichen Positionswerten der Planeten, sind ebenfalls ein Ergebnis dieser Förderung. Über astrologische Beratungstätigkeiten ist von Alfons’ Hof dagegen nichts Konkretes bekannt.
Ab der ersten Hälfte des 13. Jh. verbreitete sich die gelehrte Astrologie im lateinischen Europa von Süden her allmählich in den zahlreich entstehenden größeren Städten aus, in Norditalien vielleicht sogar von Sizilien ausgehend, wo in Forlì mit Guido Bonatti der vermutlich bekannteste und vielfach noch weit später zitierte Astrologe/Astronom des 13. Jh. praktiziert hatte. Die ebenfalls im Laufe jenes Jahrhunderts einsetzenden Gründungen von Universitäten wie in Paris oder Bologna und nachfolgend im ganzen lateinischen Europa förderte wahrscheinlich diese Entwicklung gleichfalls, da an den Universitäten als 'Vorstudium' die in die Antike zurück reichenden Sieben Freien Künste gelehrt wurden. Diese umfassten u. a. die mathematischen Fächer Arithmetik (Zahlentheorie) und Geometrie (inkl. Geographie und Naturgeschichte), Musik (Musiktheorie) und Astronomie (damals inkl. methodischer und astronomischer Grundlagen der Astrologie).
Das lateinisch-europäische Spätmittelalter mit wachsender Bevölkerung, steigender Wirtschaftsleistung und weiteren Gründungen von Universitäten und städtischen Gymnasien verstärkte die Nachfrage und Verbreitung wie eigenständige Weiterentwicklung der Astronomie/Astrologie. Einen weiteren, merklichen Anstoß erfuhr die Astrologie im Übergang von Spätmittelalter zur Frühen Neuzeit ab dem Renaissance-Humanismus, der sich zunächst besonders von Italien ausgehend ab dem späten 14. Jh. entfaltete und in die europäische Renaissance der Frühen Neuzeit mündete. Typischerweise rückte entlang dieser Entwicklung das Individuum mitsamt einer stärker antikisierenden-pantheistischen Weltsicht mehr in den Mittelpunkt, so dass die Erstellung und Deutung von Geburtshoroskopen immer wichtiger wurde und schließlich deutlich zunahm. Die Erfindung des Buchdruckes im späten 15. Jh. beschleunigte die Verbreitung und Häufung sowie Verbesserung astrologischer Werke und Lehrwerke wie Ephemeriden stark.

## Neuzeit

### Frühe Neuzeit
Im Renaissance-Humanismus und in der Renaissance erlebte die gelehrte Astrologie eine weitere Blütezeit, die bis in das späte 17. Jh. andauerte. Sie wurde vor allem an Höfen gepflegt, aber auch an den europäischen Universitäten, wo man sie zusammen mit der Astronomie an den Artistenfakultäten lehrte. Ebenso wurde sie an Medizinischen Fakultäten beachtet, da sich medizinische Behandlungen und Operationen oft nach Planeten- und Mondstellungen richteten; die Anwendung der Astrologie auf die Medizin nannte man Iatromathematik. In Verbindung mit Aristoteles’ Naturphilosophie konnte sie auch Bestandteil eines Theologiestudiums sein. Der Schwerpunkt der gelehrten und ausgeübten Astrologie lag zunächst in Italien. Auch mehrere Päpste jener Zeit förderten die Astrologie, darunter Pius II., Sixtus IV., Leo X. und Paul III. Von Italien aus verbreitete sie sich dann in ganz Europa. Bedeutende Förderer im deutschsprachigen Raum waren die Habsburger; bei einigen von ihnen lassen sich zu astrologisch auffälligen Zeitpunkten gesetzte Handlungen erkennen, etwa in Bezug auf den Zeitpunkt einer Hochzeit.

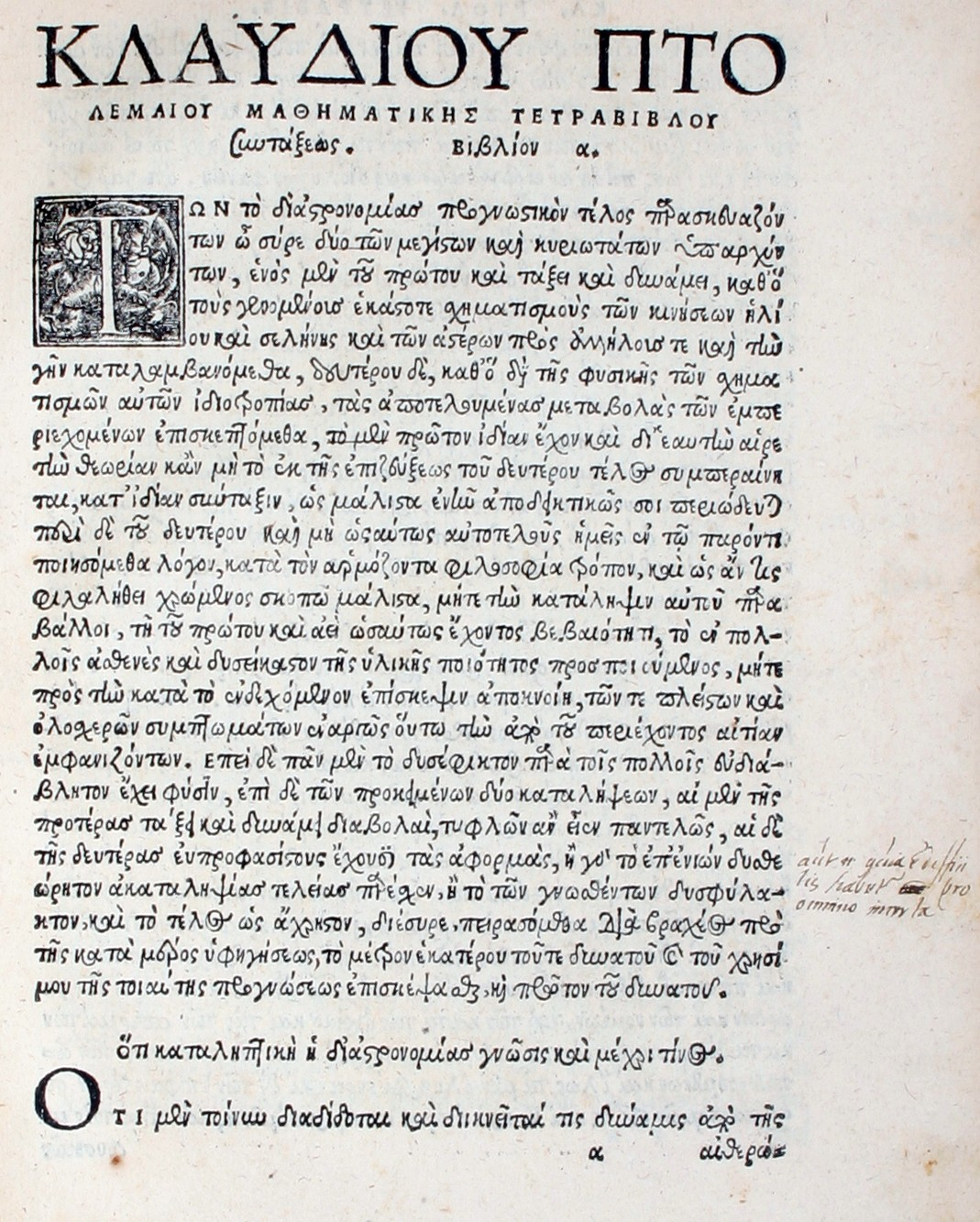
Griechische Ausgabe des Tetrabiblos von 1535

Mit dem Aufkommen des Buchdrucks setzte die Produktion zahlreicher populär-astrologischer Schriften wie Vorhersagen, Jahresprognosen, Almanachen und Darstellungen der astrologischen Medizin ein. Besonderes Aufsehen erregten Vorhersagen aufgrund der Großen Konjunktion von 1484. Diese wurde mundanastrologisch als Ankündigung eines falschen Propheten und einer neuen heiligen Religion interpretiert, wobei letztere zu neuen Gesetzen führen würde, welche die Privilegien des Adels einschränken und den Armen helfen würden. Dies wurde später von Protestanten und Katholiken in entgegengesetzter Weise auf Martin Luther bezogen. Die Großen Konjunktionen wurden in der Folge auch zur vorausschauenden Datierung von Ereignissen verwendet, die in der Bibel vorhergesagt sind. Allerdings wandte sich die katholische Kirche gegen derartige Praktiken und setzte astrologische Schriften auf den Index, wohingegen sich die Astrologie in protestantischen Gegenden frei entwickeln konnte, auch wenn Luther ihr kritisch gegenübergestanden hatte und Johannes Calvin sie ablehnte.
Großes Aufsehen erregte die Prognose zur Konjunktion von sechs Planeten im Tierkreiszeichen Fische im Februar 1524, zahlreiche Astrologen sagten mundanastrologisch für diesen Zeitraum eine große Flut vorher, die aber ausblieb. Dafür brach im Juni des gleichen Jahres der deutsche Bauernkrieg aus, was nachträglich als Folge der Planetenballung in den Fischen gedeutet wurde.
Zur Entwicklung der Renaissance-Astrologie trug bei, dass antike, im Mittelalter unbekannte Schriften wiedergefunden wurden. Außerdem wurden arabische und mittelalterliche Schriften in gedruckter Form verbreitet. Besonderen Einfluss bekamen der Tetrabiblos des Ptolemäus und das pseudo-ptolemäische Centiloquium durch die Übersetzung aus den griechischen Originalen ins Lateinische in der Mitte des 16. Jh. Diese Übersetzungen bildeten die Grundlage einer reformistischen Strömung der Astrologie, deren bedeutendster Vertreter Gerolamo Cardano war und die sich in ganz Europa verbreitete. Man wollte die antike Astrologie, als deren bedeutendsten Exponenten man Ptolemäus ansah, vom arabischen „Aberglauben“ und von den Verlockungen der Magie befreien. Die „Ptolemäer“ lehnten auch technische Neuerungen ab, die in der arabischen Welt entwickelte worden waren.
Die sogenannte astronomische Revolution, der Übergang vom geozentrischen Weltbild zur heliozentrischen Betrachtung des Universums, beeinträchtigte die Astrologie nicht. Astrologen nahmen weiterhin die geozentrische bzw. anthropozentrische Perspektive ein, die nicht an das geozentrische oder heliozentrische Weltbild gebunden ist, und viele der Protagonisten der neuen Astronomie, darunter Nikolaus Kopernikus und Tycho Brahe, Johannes Kepler oder Galileo Galilei, betrieben zugleich astrologische Studien bzw. waren astrologisch beratend tätig. Keplers Planetenbahn-Berechnungen ermöglichten dann zum ersten Mal in der Astronomiegeschichte exakte Angaben der Planetenpositionen in den Ephemeriden, welche auch die Astrologie brauchte, nachdem das Kopernikanische Modell der – nicht zutreffenden – kreisrunden Planetenbahnen in dessen heliozentrischen Kosmosmodell zu keiner Genauigkeitsverbesserung der Ephemeriden gegenüber den Alfonsinischen Tafeln geführt hatte. Die Byzantinistin Karin Metzler führt die Astrologie in diesem Zusammenhang als Beispiel für die Zählebigkeit von Weltbildern an: Auch wenn sich die allgemein vorherrschende Weltanschauung derart ändert, dass die Grundlegung des hergebrachten Weltbildes nicht mehr akzeptiert wird, können Teile der Gesellschaft dennoch am Überholten festhalten.
Der ptolemäischen Richtung, die an die aristotelische Naturphilosophie anknüpfte, stand eine platonische und hermetische Interpretation der Astrologie (bzw. astronomia) gegenüber, wie sie von Heinrich Cornelius Agrippa von Nettesheim, Paracelsus und Robert Fludd vertreten wurde. Agrippa versuchte mit Hilfe der Astrologie in das Gewebe von Analogien einzudringen, das seiner Überzeugung nach die elementarische, die himmlische und die göttliche Welt verbindet. Eine dritte Richtung vertrat Kepler, der vor allem Fludd massiv kritisierte, aber zugleich Platons Auffassung des Kosmos als einem perfekt geordneten Ganzen aufgriff, in dem alles nach harmonischen geometrischen Proportionen geschaffen ist. Auf dieser Grundlage entwickelte er eine Theorie der Aspekte zwischen den Planeten entsprechend den wohlklingenden und missklingenden Akkorden in der Musik.
Lange stand das Papsttum der Astrologie interessiert gegenüber. Sixtus IV. und Alexander VI. hielten sich Hofastrologen, Julius II. und Paul III. legten wichtige Termine auf vermeintlich günstige Tage. Der Florentiner Prediger Girolamo Savonarola wurde nicht zuletzt wegen seiner wütenden Agitation gegen die Astrologie öffentlich verbrannt. Diese astrologiefreundliche Haltung der Kirche änderte sich im Verlauf des 16. Jh., bis das Konzil von Trient 1563 ein Verbot der Astrologie beschloss, das im Zuge der gregorianischen Kalenderreform 1582 erneuert wurde.

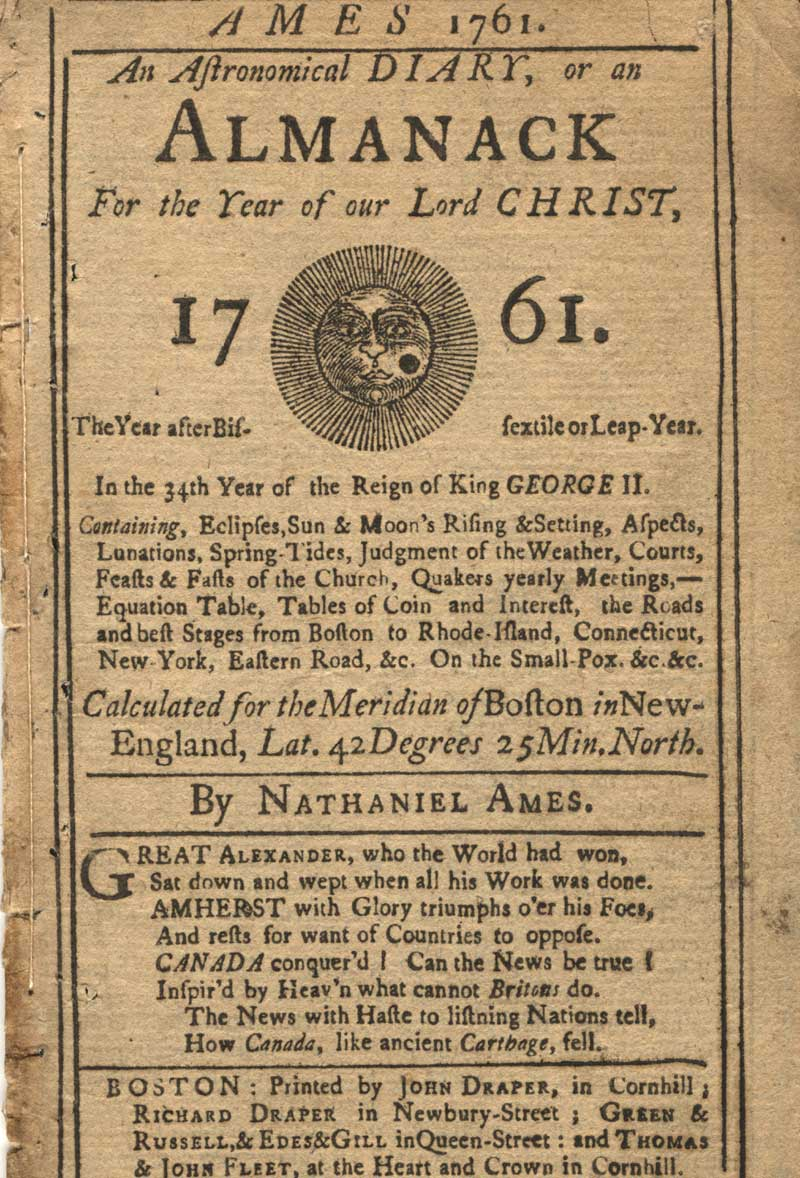
Ein astrologischer Almanach von 1761

Als sich gegen Ende des 17. Jh. die Naturphilosophie zunehmend einer mechanistischen Betrachtung des Universums zuwendete, verloren die philosophischen Grundlagen der Astrologie an Plausibilität. Dies führte zum Niedergang der gelehrten Astrologie, die bald an den Universitäten nicht mehr vertreten war, und hatte auch vermehrte Verbote der Ausübung der Astrologie zur Folge.
Im Zeitalter der Aufklärung distanzierten sich gebildete Kreise noch deutlicher von der Astrologie. Sie galt als „Superstition“ und „Afterwissenschaft“ und wurde mehr und mehr Gegenstand des Spottes: So machte sich der irische Satiriker Jonathan Swift über die Prognosegläubigkeit seiner Zeitgenossen lustig, indem er unter dem Pseudonym Isaac Bickerstaff einen astrologischen Almanach für das Jahr 1708 herausgab und darin den Tod des Astrologen John Partridge vorhersagte. 1709 folgte ein Pamphlet mit der Behauptung, diese Vorhersage wäre eingetreten, was allgemein geglaubt wurde: Partridge hatte einige Schwierigkeiten, seine Mitmenschen von seinem Weiterleben zu überzeugen. In ihrer Encyclopédie bezeichneten Jean-Baptiste le Rond d’Alembert und Denis Diderot die Astrologie als einer Betrachtung durch vernünftige Menschen unwürdig, und Voltaire schloss sich dieser Auffassung an. Zu dieser Zeit waren Untersuchungen der Astrologie weitgehend auf Geheimgesellschaften beschränkt, in denen im 18. Jh. eine Wiederbelebung der hermetischen Astrologie in Verbindung mit neuplatonischen und gnostischen Elementen erfolgte.

### Moderne
Im 19. Jh. kam es speziell in England erneut zu einer Blüte astrologischer Studien, die sich an der ptolemäischen Richtung orientierten und sich vor allem mit technischen Aspekten und empirischen Überprüfungen befassten. In Frankreich dagegen wurde die Astrologie erst im späten 19. Jh. überwiegend in Geheimgesellschaften wieder gepflegt. Diese esoterische Astrologie wurde dann vor allem durch Eliphas Lévi und Papus popularisiert. Parallel entwickelte sich im englischen Sprachraum im Umfeld der 1875 gegründeten Theosophischen Gesellschaft eine esoterische Spielart der Astrologie, deren wichtigste Vertreter Sepharial und Alan Leo waren. Leos Lehrbücher trugen sehr zur Popularisierung der Astrologie bei.
In Deutschland bewirkte vor allem Karl Brandler-Pracht ab etwa 1905 ein Wiederaufleben der Astrologie. In den folgenden Jahrzehnten wurden dort diverse neue Ansätze entwickelt, u. a. die Halbsummen-Astrologie von Alfred Witte und Reinhold Ebertin.
Die berühmteste Astrologin des frühen 20. Jh. war Evangeline Adams. Sie siedelte sich 1900 in New York an und beriet als Astrologin viele Personen, darunter auch Millionäre wie J. P. Morgan, den Sänger Enrico Caruso oder den britischen König Edward VII. Im Jahre 1914 wurde sie wegen Wahrsagerei angeklagt, jedoch freigesprochen.
In seinem 1926 erschienenen Buch Astrologie als Erfahrungswissenschaft legte Herbert Freiherr von Klöckler eine statistische Untersuchung von Korrelationen zwischen astrologischen Faktoren und Ereignissen wie Unfällen, Morden, Selbstmorden oder Ehescheidungen vor. Zu den Unterstützern einer solchen „wissenschaftlichen“ Astrologie gehörten der Biologe Hans Driesch und der Paläontologe Edgar Dacqué.
In den ersten Jahrzehnten des 20. Jh. war die Astrologie vorwiegend ereignisorientiert. Insofern sie sich mit dem Charakter von Personen befasste, geschah dies zumeist auf der Grundlage sehr einfacher Vorstellungen von der Persönlichkeit. In den 1920er Jahren wurden im deutschsprachigen Raum erstmals Astrologie-Titel mit stark psychologischer Orientierung in der Deutung veröffentlicht, womöglich waren sie sogar die frühesten psychologisch geprägten Astrologie-Werke überhaupt gewesen. Das erste greifbare Buch dieser Richtung stammte von Oscar A. H. Schmitz, 1922 unter dem Titel Der Geist der Astrologie erschienen, welches bereits von der Analytischen Psychologie Carl Gustav Jungs geprägt worden war. Wenig Jahre später wurde auch Herbert Freiherr von Klöckler als Astrologe und Autor psychologischer Horoskopdeutungen bekannt. Im englischsprachigen Bereich folgte eine erste Hinwendung zur neueren Psychologie durch Dane Rudhyar mit seinem Buch The Astrology of Personality (1936), in dem er die Astrologie mit Psychologie (Carl Gustav Jung) und Theosophie (Alice Bailey) verband.
Bereits vor der nationalsozialistischen Machtergreifung Anfang 1933 hatten Astrologen mit ideologischer Nähe zu nationalsozialistischem Gedankengut einflussreich in der Astrologieszene Deutschlands gewirkt. Zu ihnen gehörte beispielsweise Rudolf von Sebottendorf, der Gründer der kurzlebigen Thule-Gesellschaft, 1920 Redakteur der Astrologischen Rundschau und Autor einer 1923 veröffentlichten Geschichte der Astrologie, die an die rassistischen Phantasmata der Ariosophen und Jörg Lanz von Liebenfels und Guido von List anknüpfte. Die begeisterte Hitler-Anhängerin Elsbeth Ebertin veröffentlichte im Juli 1923 ein Horoskop des „Führers“, das als Prophezeiung des Hitlerputschs gewertet wurde. In der NS-Zeit brachten dann nach und nach nahezu alle astrologischen Blätter in Deutschland rassistische Texte über die angeblich „nordische“ Astrologie, manche deutsche Astrologen begannen, statt vom Tierkreis vom „Tyrkreis“ zu schreiben. Nachdem die Astrologenverbände im Sinne der Nationalsozialisten gesäubert worden waren, kehrte mehr Ruhe ein. Astrologische Betätigungen und Publikationen wurden in gewissem Ausmaß geduldet, im September 1936 konnte in Düsseldorf sogar ein internationaler Astrologenkongress mit 400 Teilnehmern stattfinden. Doch seitdem häuften sich Einschränkungen und Verbote, 1938 war die Astrologieszene bereits weitgehend zerschlagen bzw. in den Untergrund gegangen. Nach dem Englandflug von Hitlers Stellvertreter Rudolf Heß im Mai 1941 wurden dann alle astrologischen Zeitschriften verboten, alle Vereine aufgelöst, führende Astrologen kamen ins KZ. Der esoterikgläubige Heß hatte seine schützende Hand über die Astrologie gehalten, doch nun soll Hitler erklärt haben, sein Englandflug scheine ihm „stärkstens mitveranlasst zu sein von dem astrologischen Klüngel, den Heß um sich in Einfluss hielt. Es ist daher Zeit, mit diesem Sterndeuterunfug radikal aufzuräumen“. Heß’ Gegner im polykratischen Herrschaftsapparat der Nationalsozialisten starteten nun die Aktion gegen Geheimlehren und sogenannte Geheimwissenschaften, die bereits vor dem Englandflug vorbereitet war. Astrologie galt im NS-Staat von nun an als „jüdische“ Erfindung und es wurde verbreitet, das Wort Strolch komme etymologisch von Astrologe.

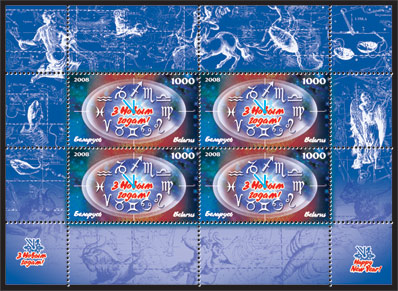
Darstellung des Tierkreises auf belarussischen Briefmarken, 2008

Die an der Psychologie orientierte Astrologie steht Prognosen skeptisch bis ablehnend gegenüber und legt besonderen Wert auf die Willensfreiheit und die Entwicklungsmöglichkeiten des Menschen, während das Individuum teildeterministisch an seine astrologisch deutbaren Veranlagungen, Begabungen und Schwächen gebunden sei. Die meisten Vertreter dieser Richtung beziehen sich auf Jungs Tiefenpsychologie, in der das Synchronizitätsprinzip eine bedeutende Rolle einnimmt. Ereignisse im Leben eines Individuums können „zufällig“ so mit Gestirnskonstellationen zusammenfallen, dass sich in der symbolischen Deutung sinnvolle Aussagen ergeben. Damit hat sich die Astrologie von der Idee einer kausalen Einwirkung astronomischer Faktoren auf den Menschen gelöst. Hans Driesch sprach von der Astrologie als einer Lehre „akausaler Korrelationen“.
Seit den späten 1960er Jahren erlebt die westliche Astrologie einen ausgesprochenen Boom. Ein wesentlicher Auslöser war das Konzept des Wassermannzeitalters, wie es durch das Musical Hair bekannt wurde. Seit dem Fall des Eisernen Vorhangs findet sie auch zunehmend Anhänger im ehemaligen Ostblock, und im Zuge der Globalisierung verbreitet sie sich weltweit.